# Чемпионат России по лёгкой атлетике в помещении 2010
Чемпионат России по лёгкой атлетике в помещении 2010 года прошёл 26—28 февраля в Москве в манеже ЛФК «ЦСКА». Соревнования являлись отборочными в сборную России на чемпионат мира в помещении, прошедший 14—16 марта в Дохе, столице Катара. В чемпионате приняли участие 673 спортсмена (401 мужчина и 272 женщины) из 63 регионов России. На протяжении 3 дней было разыграно 30 комплектов медалей.
Зимой 2010 года также были проведены чемпионаты России в отдельных дисциплинах лёгкой атлетики.
- 29—30 января — чемпионат России по бегу на 100 км в помещении (Москва)
- 2—4 февраля — чемпионат России по многоборьям в помещении (Пенза)

## Соревнования
Новый рекорд России среди молодёжи (до 23 лет) установила в финале бега на 60 метров с барьерами Александра Федорива, превзойдя предыдущее достижение на 0,03 секунды — 7,91. Данное время стало пятым в рейтинге мирового сезона.
В мужском забеге на 400 метров Дмитрий Буряк стал чемпионом страны с одним из самых быстрых результатов в истории страны — 46,21.
Действующая чемпионка Европы в помещении в беге на 60 метров Евгения Полякова уверенно выиграла финал на этой дистанции с лучшим результатом сезона в России 7,19.
Высокие результаты показали женщины в прыжке с шестом. Чемпионкой России со своим лучшим результатом в сезоне стала Светлана Феофанова — 4,75 м, всего 5 см ей проиграла Татьяна Полнова, показавшая результат, всего 1 см уступающий её личному рекорду в помещении — 4,70 м.
Под занавес чемпионата был установлен новый мировой рекорд. Его автором стала женская сборная Москвы в эстафете 4×800 метров, за которую выступали Татьяна Андрианова, Оксана Спасовходская, Елена Кофанова и Евгения Зинурова. Предыдущий рекорд (установленный два года назад также на чемпионате России) был улучшен на 2 секунды.

## Медалисты

### Мужчины
| Дисциплина       | Золото                                                                                      | Золото   | Серебро                                                                                    | Серебро   | Бронза                                                                               | Бронза    |
| ---------------- | ------------------------------------------------------------------------------------------- | -------- | ------------------------------------------------------------------------------------------ | --------- | ------------------------------------------------------------------------------------ | --------- |
| 60 м             | Александр Вашуркин Мордовия                                                                 | 6,66     | Роман Смирнов Москва                                                                       | 6,66      | Михаил Идрисов Иркутская область                                                     | 6,67      |
| 200 м            | Роман Смирнов Москва                                                                        | 20,81    | Вячеслав Колесниченко Московская область Волгоградская область                             | 20,98     | Иван Теплых Свердловская область                                                     | 21,28     |
| 400 м            | Дмитрий Буряк Иркутская область                                                             | 46,21    | Максим Дылдин [a] Пермский край                                                            | 46,41 [a] | Валентин Кругляков [a] Самарская область Пензенская область                          | 47,20 [a] |
| 800 м            | Михаил Василенко Москва Ставропольский край                                                 | 1.51,66  | Степан Поистогов Нижегородская область                                                     | 1.51,93   | Дмитрий Богданов Московская область Санкт-Петербург                                  | 1.52,09   |
| 1500 м           | Иван Тухтачёв Иркутская область Новосибирская область                                       | 3.43,99  | Валентин Смирнов Санкт-Петербург                                                           | 3.44,37   | Станислав Анищенко Московская область                                                | 3.45,45   |
| 3000 м           | Александр Орлов Москва                                                                      | 7.57,64  | Андрей Сафронов Башкортостан                                                               | 7.59,17   | Андрей Фарносов Москва Московская область                                            | 7.59,54   |
| 5000 м           | Александр Орлов Москва                                                                      | 13.53,69 | Анатолий Рыбаков Кемеровская область                                                       | 13.55,86  | Евгений Рыбаков Кемеровская область                                                  | 13.56,71  |
| 60 м с барьерами | Алексей Дрёмин [b] Челябинская область                                                      | 7,73 [b] | Константин Шабанов [b] Москва Псковская область                                            | 7,74 [b]  | Сергей Шубенков [b] Алтайский край                                                   | 7,81 [b]  |
| Прыжок в высоту  | Иван Ухов Москва                                                                            | 2,31 м   | Андрей Терёшин Москва Ивановская область                                                   | 2,28 м    | не вручалась                                                                         |           |
| Прыжок в высоту  | Иван Ухов Москва                                                                            | 2,31 м   | Александр Шустов Московская область Нижегородская область                                  | 2,28 м    | не вручалась                                                                         |           |
| Прыжок с шестом  | Дмитрий Стародубцев Челябинская область                                                     | 5,70 м   | Александр Грипич Краснодарский край Ростовская область                                     | 5,60 м    | Виктор Чистяков Москва                                                               | 5,60 м    |
| Прыжок в длину   | Павел Шалин Москва Липецкая область                                                         | 7,85 м   | Сергей Николаев Москва Калининградская область                                             | 7,83 м    | Александр Петров Брянская область Новосибирская область                              | 7,80 м    |
| Тройной прыжок   | Тарас Моисеенко Москва Самарская область                                                    | 16,80 м  | Евгений Плотнир Москва                                                                     | 16,75 м   | Игорь Спасовходский Москва                                                           | 16,73 м   |
| Толкание ядра    | Максим Сидоров Московская область                                                           | 19,38 м  | Александр Лобыня Новосибирская область                                                     | 19,20 м   | Евгений Плахин Москва                                                                | 19,08 м   |
| Эстафета 4×200 м | Свердловская область · Алексей Аксёнов · Денис Анашкин · Илья Охремов · Иван Теплых         | 1.25,49  | Иркутская область · Михаил Идрисов · Евгений Хмелёв · Владимир Краснов · Дмитрий Буряк     | 1.25,93   | Москва · Павел Кириллов · Дмитрий Петров · Артём Сергеенков · Рамис Абдулкадеров     | 1.26,22   |
| Эстафета 4×800 м | Московская область · Роман Трубецкой · Владимир Обносов · Евгений Шармин · Дмитрий Богданов | 7.25,30  | Нижегородская область · Борис Прынов · Степан Поистогов · Иван Шапаев · Дмитрий Онуфриенко | 7.27,36   | Курская область · Павел Меринков · Александр Дубровин · Роман Малеев · Руслан Малеев | 7.27,87   |

a  21 июня 2017 года Всероссийская федерация лёгкой атлетики объявила о дисквалификации спринтера Дениса Алексеева. В его допинг-пробе, взятой на Олимпийских играх 2008 года, был обнаружен дегидрохлорметилтестостерон. Все результаты спортсмена с 23 августа 2008 года по 27 июня 2013 года были аннулированы, в том числе второе место в беге на 400 метров на чемпионате России в помещении 2010 года с результатом 46,21.

b  8 февраля 2018 года Всероссийская федерация лёгкой атлетики сообщила о дисквалификации на 2 года бегуна с барьерами Евгения Борисова. После перепроверки его допинг-пробы, взятой на чемпионате мира 2009 года, в ней были найдены следы туринабола. Все выступления спортсмена с 20 августа 2009 года по 19 августа 2011 года были аннулированы, в том числе первое место на чемпионате России в помещении — 2010 в беге на 60 метров с барьерами с результатом 7,59.

### Женщины
| Дисциплина       | Золото                                                                                 | Золото       | Серебро                                                                                   | Серебро      | Бронза                                                                                          | Бронза       |
| ---------------- | -------------------------------------------------------------------------------------- | ------------ | ----------------------------------------------------------------------------------------- | ------------ | ----------------------------------------------------------------------------------------------- | ------------ |
| 60 м             | Евгения Полякова Москва                                                                | 7,19         | Светлана Набокина Пензенская область Тульская область                                     | 7,22         | Юлия Кацура Краснодарский край                                                                  | 7,23         |
| 200 м            | Юлия Кацура Краснодарский край                                                         | 23,15        | Евгения Полякова Москва                                                                   | 23,46        | Елена Болсун Иркутская область                                                                  | 23,57        |
| 400 м            | Наталья Назарова Москва                                                                | 51,39        | Елена Мигунова [c] Татарстан                                                              | 51,86 [c]    | Ксения Вдовина [c] Московская область Липецкая область                                          | 52,49 [c]    |
| 800 м            | Мария Савинова Свердловская область Челябинская область                                | 2.00,78      | Евгения Зинурова Москва Челябинская область                                               | 2.02,26      | Елена Кофанова [d] Москва                                                                       | 2.04,02 [d]  |
| 1500 м           | Евгения Золотова [d] Москва Приморский край                                            | 4.12,31 [d]  | Анна Балакшина [d] Москва                                                                 | 4.14,73 [d]  | Анна Лучкина [d] Москва                                                                         | 4.15,53 [d]  |
| 3000 м           | Елена Задорожная Иркутская область                                                     | 8.55,36      | Оксана Белякова Москва Оренбургская область                                               | 9.00,48      | Наталья Попкова Москва                                                                          | 9.06,56      |
| 5000 м           | Оксана Белякова [e] Москва Оренбургская область                                        | 15.46,05 [e] | Наталья Медведева [e] Московская область Свердловская область                             | 15.49,53 [e] | Галина Иванова [e] Чувашия                                                                      | 15.53,77 [e] |
| 60 м с барьерами | Александра Федорива Москва                                                             | 7,91         | Татьяна Дектярёва Московская область Свердловская область                                 | 8,02         | Александра Антонова Москва                                                                      | 8,05         |
| Прыжок в высоту  | Ирина Гордеева Санкт-Петербург                                                         | 1,95 м       | Светлана Школина Москва Смоленская область                                                | 1,95 м       | Виктория Клюгина Москва                                                                         | 1,92 м       |
| Прыжок с шестом  | Светлана Феофанова Москва                                                              | 4,75 м       | Татьяна Полнова Краснодарский край                                                        | 4,70 м       | Александра Киряшова Санкт-Петербург                                                             | 4,65 м       |
| Прыжок в длину   | Анна Назарова Санкт-Петербург                                                          | 6,75 м       | Татьяна Котова Краснодарский край                                                         | 6,74 м       | Дарья Клишина Москва                                                                            | 6,73 м       |
| Тройной прыжок   | Анастасия Потапова Волгоградская область                                               | 14,44 м      | Надежда Алёхина Владимирская область                                                      | 14,43 м      | Анна Пятых Москва                                                                               | 14,43 м      |
| Толкание ядра    | Ольга Иванова Москва Тверская область                                                  | 18,64 м      | Анна Авдеева Мордовия Самарская область                                                   | 18,55 м      | Анна Омарова Московская область Ставропольский край                                             | 17,64 м      |
| Эстафета 4×200 м | Москва · Юна Мехти-Заде · Наталья Иванова · Екатерина Вуколова · Екатерина Вороненкова | 1.34,48      | Санкт-Петербург · Марина Кислова · Светлана Поспелова · Светлана Гоголева · Ольга Белкина | 1.34,86      | Свердловская область · Надежда Белоусова · Анастасия Григорьева · Анна Ягупова · Дарья Сафонова | 1.35,11      |
| Эстафета 4×800 м | Москва · Татьяна Андрианова · Оксана Спасовходская · Елена Кофанова · Евгения Зинурова | 8.12,41      | Свердловская область · Любовь Зорина · Юлия Тутаева · Ирина Горнова · Мария Савинова      | 8.23,99      | Москва · Ольга Солдатова · Александра Буланова · Елена Фесенко · Анна Лучкина                   | 8.25,33      |

c  1 февраля 2019 года стало известно, что Спортивный арбитражный суд на основании доклада Макларена и показаний Григория Родченкова признал 12 российских легкоатлетов виновными в нарушении антидопинговых правил. Среди них оказалась бегунья на 400 метров Татьяна Фирова. Все её результаты с 20 августа 2008 года по 31 декабря 2012 года были аннулированы, в том числе первое место на зимнем чемпионате России — 2010, которое она изначально поделила с Натальей Назаровой (51,39).

d  30 июня 2014 года Международная ассоциация легкоатлетических федераций в своём ежемесячном информационном письме сообщила о санкциях по отношению к российской бегунье на средние дистанции Анне Альминовой. На основании отклонений показателей крови, зафиксированных в биологическом паспорте, спортсменка была дисквалифицирована на 30 месяцев (с 16 декабря 2011 года по 15 мая 2014 года). Кроме того, все её результаты, показанные после 16 февраля 2009 года, были аннулированы, в том числе 3-е место на чемпионате России в помещении — 2010 на дистанции 800 м с результатом 2.03,97 и 1-е место на дистанции 1500 м (первоначально разделённое с Евгенией Золотовой) с результатом 4.12,31.

e  На основании абнормальных показателей гематологического профиля биологического паспорта спортсмена 25 октября 2013 года Антидопинговой комиссией ВФЛА была дисквалифицирована бегунья на длинные дистанции Елизавета Гречишникова. Срок дисквалификации составил 2 года, результаты аннулированы с 18 августа 2009 года, таким образом, спортсменка лишена «золота» чемпионата России в помещении — 2010 на дистанции 5000 м (результат — 15.37,86).

## Чемпионат России по бегу на 100 км
Чемпионат России по бегу на 100 километров в помещении прошёл 29—30 января в Москве в легкоатлетическом манеже спорткомплекса «Крылатское». Соревнования прошли в рамках X сверхмарафона «Ночь Москвы» — Кубка Пассаторе по 6-часовому бегу. В соответствии с регламентом дистанцию 100 км могли закончить только те участники, кто после 6 часов бега преодолел более 80 км среди мужчин и более 75 км среди женщин. До финиша добрались только трое мужчин. Алексей Измайлов в седьмой раз стал чемпионом России в беге на 100 км.

### Мужчины
| Дисциплина | Золото                               | Золото  | Серебро                          | Серебро | Бронза                               | Бронза  |
| ---------- | ------------------------------------ | ------- | -------------------------------- | ------- | ------------------------------------ | ------- |
| 100 км     | Алексей Измайлов Ярославская область | 7:00.26 | Дмитрий Цыганов Хабаровский край | 7:07.38 | Дмитрий Павлов Нижегородская область | 7:57.42 |

## Чемпионат России по многоборьям
Чемпионы страны в мужском семиборье и женском пятиборье определились 2—4 февраля 2010 года в Пензе в манеже Училища олимпийского резерва. Высокие итоговые суммы показали победители чемпионата. Алексей Дроздов в соревнованиях семиборцев набрал 6300 очков, что стало лучшим результатом сезона в мире и личным рекордом спортсмена. Личные рекорды также на счету двух других призёров мужского турнира.

### Мужчины
| Дисциплина | Золото                                  | Золото     | Серебро                                     | Серебро    | Бронза                             | Бронза    |
| ---------- | --------------------------------------- | ---------- | ------------------------------------------- | ---------- | ---------------------------------- | --------- |
| Семиборье  | Алексей Дроздов Москва Брянская область | 6300 очков | Василий Харламов Москва Ставропольский край | 6035 очков | Александр Кислов Иркутская область | 5994 очка |

### Женщины
| Дисциплина | Золото                                                      | Золото         | Серебро                          | Серебро       | Бронза                                    | Бронза         |
| ---------- | ----------------------------------------------------------- | -------------- | -------------------------------- | ------------- | ----------------------------------------- | -------------- |
| Пятиборье  | Марина Гончарова [f] Московская область Кемеровская область | 4605 очков [f] | Ольга Зайнутдинова [f] Татарстан | 4523 очка [f] | Анастасия Белякова [f] Пензенская область | 4398 очков [f] |

f  30 января 2015 года Российское антидопинговое агентство сообщило о дисквалификации многоборки Татьяны Черновой. В результате повторного анализа в 2013 году её допинг-пробы, взятой на чемпионате мира 2009 года, были обнаружены следы применения запрещённого вещества оралтуринабола. Решением Дисциплинарной комиссии спортсменка была дисквалифицирована на 2 года, а её результаты с 15 августа 2009 по 14 августа 2011 года — аннулированы, в том числе 1-е место на чемпионате России по многоборьям в помещении — 2010 с молодёжным рекордом России 4855 очков.

## Состав сборной России для участия в чемпионате мира
По итогам чемпионата и с учётом выполнения необходимых нормативов, в состав сборной для участия в чемпионате мира в помещении в Дохе вошли:
Мужчины
60 м: Александр Вашуркин, Роман Смирнов.

400 м: Дмитрий Буряк, Денис Алексеев.

Эстафета 4х400 м: Дмитрий Буряк, Денис Алексеев, Максим Дылдин, Валентин Кругляков, Владимир Антманис, Павел Тренихин.

60 м с барьерами: Евгений Борисов, Алексей Дрёмин.

Прыжок в высоту: Ярослав Рыбаков — имел освобождение от отбора, Иван Ухов.

Прыжок с шестом: Дмитрий Стародубцев, Александр Грипич.

Тройной прыжок: Игорь Спасовходский.

Толкание ядра: Максим Сидоров.

Семиборье: Александр Погорелов — имел освобождение от отбора, Алексей Дроздов.
Женщины
60 м: Евгения Полякова, Юлия Кацура.

400 м: Татьяна Фирова, Наталья Назарова.

Эстафета 4х400 м: Татьяна Фирова, Наталья Назарова, Елена Мигунова, Ксения Вдовина, Светлана Поспелова, Юлия Гущина.

800 м: Мария Савинова, Евгения Зинурова.

1500 м: Анна Альминова, Евгения Золотова.

3000 м: Елена Задорожная.

60 м с барьерами: Александра Федорива, Татьяна Дектярёва.

Прыжок в высоту: Ирина Гордеева, Светлана Школина.

Прыжок с шестом: Елена Исинбаева — имела освобождение от отбора, Светлана Феофанова.

Прыжок в длину: Анна Назарова, Дарья Клишина.

Тройной прыжок: Анастасия Потапова, Анна Пятых.

Толкание ядра: Ольга Иванова, Анна Авдеева.

Пятиборье: Татьяна Чернова, Марина Гончарова.